# Erebochlora magnifascia
Erebochlora magnifascia är en fjärilsart som beskrevs av Paul Dognin 1912. Erebochlora magnifascia ingår i släktet Erebochlora och familjen mätare. Inga underarter finns listade i Catalogue of Life.